# Barraca d'en Clix
La barraca d'en Clix, o barraca A-09, és una barraca de vinya situada al municipi de Subirats (Alt Penedès), adossada a un marge de vinya, a la zona compresa entre Can Mata del Racó i La Guàrdia.
És una construcció aixecada en pedra seca adossada a un marge de pedra, de planta semicircular i una alçada màxima de 2,90 m. Degut a l'adossament al marge de vinya, té un interior molt irregular i de dimensions reduïdes (2 m quadrats de superfície, aproximadament). La construcció és de la tipologia de sostre de falsa volta, típic en aquestes edificacions (acostament de filades de pedra seca, sense cap mena de material d'unió, i amb una gran llosa per tapar el sostre). El llindar de la porta aprofita, a la banda dreta, part del marge de vinya al qual s'adossa la barraca; la llinda superior és una llosa horitzontal. El portal està orientat al sud, té una alçada de 155 cm, una amplada de 58 cm i un gruix de 55 cm. El sostre està cobert de terra per reforçar la unió de les pedres de la coberta. Contrafort al lateral esquerre. Té un caramull (pedra vertical) rematant la coberta.
El codi utilitzat en la denominació d'aquesta barraca (lletra + número) procedeix d'un estudi inèdit realitzat per Araceli Soler i Jaume Rovira, que intenta sistematitzar la informació sobre aquests elements arquitectònics al terme de Subirats.